# Halowe Mistrzostwa Europy w Lekkoatletyce 1973 – sztafeta 4 × 4 okrążenia mężczyzn
Sztafeta 4 × 4 okrążenia mężczyzn – jedna z konkurencji biegowych rozgrywanych podczas halowych lekkoatletycznych mistrzostw Europy w hali Ahoy w Rotterdamie. Rozegrano od razu bieg finałowy 11 marca 1973. Długość jednego okrążenia wynosiła 170 metrów. Zwyciężyła reprezentacja Republiki Federalnej Niemiec, która tym samym obroniła tytuł z poprzednich mistrzostw. Konkurencję tę rozegrano po raz ostatni na halowych mistrzostwach Europy.

## Rezultaty

### Finał
Rozegrano od razu bieg finałowy, w którym wzięły udział 4 sztafety.

Opracowano na podstawie materiału źródłowego.
| Miejsce | Reprezentacja  | Zawodnicy                                                             | Czas    |
| ------- | -------------- | --------------------------------------------------------------------- | ------- |
| 1       | RFN            | Reinhold Soyka, Josef Schmid, Thomas Wessinghage, Paul-Heinz Wellmann | 6:21,58 |
| 2       | Czechosłowacja | Ivan Kováč, Jozef Samborský, Jozef Plachý, Ján Šišovský               | 6:21,60 |
| 3       | Polska         | Krzysztof Linkowski, Lesław Zając, Czesław Jursza, Henryk Sapko       | 6:26,95 |
| 4       | Holandia       | Wijnand Bladt, Wim Braaksma, Martin Moser, Jan Reijnders              | 6:29,99 |